# Dolichopoda unicolor
Dolichopoda unicolor är en insektsart som beskrevs av Lucien Chopard 1964. Dolichopoda unicolor ingår i släktet Dolichopoda och familjen grottvårtbitare. Inga underarter finns listade i Catalogue of Life.